# Micrutalis discalis
Micrutalis discalis är en insektsart som beskrevs av Walker. Micrutalis discalis ingår i släktet Micrutalis och familjen hornstritar. Inga underarter finns listade i Catalogue of Life.